# 教育ローン
教育ローン（きょういくローン）とは、日本においては金融機関が個人を対象に行う、使途を教育関係経費に限定したローンのことである。学生の保護者（扶養者）が、学費などの支払のため利用するケースが多い。
なお、学生本人を対象とした金銭的な支援制度としては奨学金、教育費以外（生活費や遊興費）の融資としては、消費者金融の範疇に含まれる学生ローンが知られる。

## 概要
日本では、高校・専門学校・大学といった義務教育ではない中等教育・高等教育機関あるいは義務教育課程の私立小学校や私立中学校では、入学金および年払の授業料で多額の費用（私立の場合数十万から数百万円単位）が発生する。教育ローンはその分において融資を受けられる商品となっており、住宅ローンや自動車ローンと並んで、預金取扱金融機関とノンバンク（信販会社）が中心となって取り扱っている。勤務先によっては福利厚生の一環として共済や健康保険組合などが直接融資する制度を設けている場合もある。
基本的に証書貸付で、借り手の普通預金口座に融資金が入金される形であるが、殆どはそのまま相手先（学校・大家など）の銀行口座へ直接振込されるパターンとなっている。子供の教育は日常生活における優先事項であるため、消費耐久財購入を目的としている自動車ローンよりも一段低利に設定されている場合が多い。
融資対象となる教育機関は、高等学校・短期大学・大学（大学院）・高等専門学校・専門学校・各種学校および大学受験予備校に限定されている場合が多い。民間金融機関の一部では、学校教育法上の一条校全てや、学習塾・サポート校などの無認可校も対象としている所もある。ただし、保育園の費用や、「習い事」に該当するカルチャースクール・スイミングスクール・資格取得試験予備校（専門課程は除く）・英会話教室は基本的に対象外である。これらの使途にはその教室が斡旋している信販のショッピングクレジットを利用するか、教育ローンよりも貸出金利が高い「カルチャーローン」や使途自由の「フリーローン」などの銀行証書貸付商品で借入申込をすることはできる。
金融機関によっては、学費（入学募集要項や学費納入書に記載された金額）のみに限定している場合もあるが、一般的にはそれに加えて、受験料・教科書やパソコンや電子辞書など修学上必要となる物品の購入費、遠隔地の学校へ進学する場合のアパートや下宿の礼金・敷金・家賃および寄付金といった諸費用も合わせて融資を受けられるように定めている場合もある。ただし自動車・オートバイの購入や普通自動車運転免許取得（教習所）資金はたとえ通学を目的としても除外されており、自動車ローンの範疇となっている。
このうちノンバンクによるものは、2010年改正貸金業法の総量規制に入る事になった為、他のノンバンクの無担保借入残高と合計して年収の3割までしか融資できなくなっている。そのため信販会社においては、学校と加盟店契約を結び、授業料を立て替え払いとして保護者や卒業後の学生が分割払いで返済する「割賦販売あっせん（ショッピングクレジット）方式」によるものが近年導入されている（オリコの『学費サポートプラン』など）。
また、大学・専門学校によっては、母体の学校法人が取引銀行と提携した専用の「提携教育ローン」を取り扱っており、銀行が宣伝している通常の教育ローンよりも貸付利率や返済期間が優遇されていることが多い。明治大学や早稲田大学などでは、卒業最短年数までの在学中に発生する提携ローンの利息相当を利子補給として給付し実質無利息とする学内奨学金制度がある。ただし、大学が斡旋する形態が2010年改正の割賦販売法の規制対象となり、法改正に伴い新たに契約する分については信用情報機関に接続する与信管理システムの改修が必要となったが、りそなグループや京都銀行などではコスト負担の観点から改修を行わずに新規取り扱いを終了。早稲田大学においては法改正を理由に2010年度秋入学分から提携ローン全般の募集を中止している。

## 借入の種類
- 証書貸付型

住宅ローン・自動車ローンなどと同じく、金融機関所定の契約書（金銭貸借契約書）に融資額・返済方法などが記載され、内容通りの条件で融資を受け返済していくもの。契約締結後の借入額・返済期間の変更は原則不可で、追加借入や返済期間の延長が必要な場合は新たにローンを組み直す（借り換える）必要がある。ただし現行の教育ローン残高が、審査する上での既借入残高に計上されるため、借入過多で審査が否決される場合がある。なお繰上返済については基本的に認められているが、返済の見直しによる書類作成などが伴うため事務手数料が発生する場合が多い。
- 分割借入 - 在学期間の学費を1年分あるいは全期間ローンで賄うなど借入計画が当初から定まっている場合、総所要額の借入として契約し、実際には半年毎などの学費納入時に所要額を分割して借入れる形態。実際に借り入れていない分に対しては利息が発生しない点と、契約締結時から将来の学費についても融資が確定している点が利点である。
- 元金据置型 - 在学期間中は元金の返済を据え置き、毎月元金に対して発生する利息の支払いのみで済む。ただし、期間中の元金は減らないため、据置しない場合と比べて利息額は膨らむことになる。
- 親子リレー返済型 - 融資の対象となる子が学校を卒業して社会人となった場合に、当該ローンの名義を子本人に名義移転することで債務の移転が行われ、子本人が返済していく形態。住宅ローンにも存在するが、そちらは契約時点で子に定職収入があり連帯保証人として認められる事を条件としているため、制度が異なる。

- 極度枠設定型

取り扱い金融機関の審査に応じて証書貸付の極度枠を設定し、その極度枠の範囲内であれば必要に応じて証書貸付と同条件の融資を重ねて受けられる形態。審査によっては証書貸付型融資との併用が可能。中央労働金庫の「パッケージプランRing」が一例で、同商品の場合は極度枠をマイカーローン・フリーローンと共有可能な仕組みである。
- カードローン型

カードローンとして契約し、その極度枠の範囲内であれば使途証明書類を提出することで通常（使途自由）よりも低金利で貸付が受けられる形態。返済方法はカードローンとしての残高スライドリボルビング返済方式であり、据置は不可。スルガ銀行の「リザーブドプラン プラス」が一例である。
- 当座貸越・証書貸付併用型

教育関係資金に使途を限定した当座貸越（カードローンでは無い）を開設し、在学期間中は限度枠上限まで随時貸付が受けられる形態。在学期間中は元金据置で利息のみ払えば良く（自由返済）、据置期間終了後に証書貸付型へ借り換える事も可能とした商品。武蔵野銀行の「奨学ローン（当座貸越＋証書貸付）」が一例である。
- カードローン・証書貸付併用型

当座貸越・証書貸付併用型の当座貸越勘定をカードローンとしたもので、在学期間中は限度枠上限までATMで現金による貸付が受けられる形態。在学期間中は元金据置で、据置期間終了後に証書貸付へ組み直される商品。2011年3月1日からりそな銀行・埼玉りそな銀行が「教育ローン 当座貸越タイプ」として取り扱いを開始した（都市銀行では初）。

### 申込方法
原則として貸付対象は、定職と収入のある保護者とされている（ただし社会人学生や法科大学院生の場合は学生本人が通常）。必要とされる書類は金融機関により違いがあるが、保護者の本人確認書類、保護者の所得証明書類、保護者と費用対象者（子）の関係がわかる書類（世帯全部の住民票の写しなど）、学生の入学あるいは在籍証明書類などである。無担保で保証人を不要とする代わりに、系列ノンバンクや保証会社の信用保証の承諾が前提であり、借入希望額や信用情報などを勘案した審査結果によっては否決される場合もある。なお、医学部系統や私立法科大学院などで所用額が高額となる場合や長期・低利で借り入れたい場合は、自宅を担保に差し入れる「有担保型教育ローン」もある。
申込にあたり、事務手数料・契約書の収入印紙（印紙税）を借り手の負担とする金融機関もある。メガバンクでは保証料込みの半年毎変動金利あるいは固定金利で統一されているが、日本政策金融公庫・労働金庫やJAバンクなどでは保証料を別途負担と表記しているため、銀行よりも一段低利に見えることがある。利用にあたっては、月々の返済に無理が生じないように計画を立てることが大切である。

## 借入先

### 公的機関
銀行など民間の金融機関が行うもののほか、政府系の公的機関が行うものがある。比較的低利な固定金利であるが、住宅金融公庫や郵政民営化と同じく民間金融機関に対する「民業圧迫」とされ、2006年前後に行政改革で制度が縮小された。
日本政策金融公庫（旧国民生活金融公庫）
利用に当たっては別生計の連帯保証人の設定か、公益財団法人教育資金融資保証基金による信用保証の委託（要審査・保証料）が必須である。
- 一般教育融資

「国の教育ローン」の名称で知られる。全国の民間金融機関が代理店として窓口になるほか、同金庫公式サイトでも受け付けができる。学生1人あたり300万円以内。基本的に年収（所得）制限あり、返済期間15年以内。
- 教育積立貯金融資

教育積立貯金の現在高と同額までの所要額を郵便貯金・簡易生命保険管理機構（旧日本郵政公社・郵政事業庁・郵政省）が同金庫へ斡旋することにより融資を受けることが可能。年収制限はなし。郵政民営化により新規取り扱いが終了しているため、日本郵政公社時代までに契約したものが対象。
- 年金教育融資

国民年金・厚生年金保険に通算10年以上加入している者を対象とした制度で、福祉医療機構（旧年金資金運用基金）が公庫へ斡旋することにより融資を受けることが可能。貸付額は扶養家族である学生1人について国民年金加入中は50万円以内、厚生年金保険加入中は100万円以内。年収制限なし。福祉医療機構による斡旋が中止されているため、現在この制度を使うことは事実上不可となっている。
旧・独立行政法人雇用・能力開発機構
- 財形教育融資（がくゆうローン）

財形貯蓄加入者が利用できるもので、財形残高の5倍相当額か450万円の少ない方で所用額まで融資が受けられる。財形の種類は問わないが、預入金融機関による財形の残高証明書が必要。申込は機構融資の代理業を扱っている預金取扱金融機関（原則としてゆうちょ銀行以外で給与振込を受けている預金口座の金融機関）を通じて行う。年収制限はなし。別生計の連帯保証人または財形信用保証株式会社による信用保証（要審査・保証料）が必須。独立行政法人雇用・能力開発機構が2011年10月1日で廃止されたため、前日の9月30日申込分を以て取扱を終了した。
各都道府県、または、政令指定都市・中核市
- 母子父子寡婦福祉資金貸付金

母子家庭・父子家庭などが対象で、本貸付金における資金の種類の内、就学に関する資金の種類には、修学資金と就学支度資金とがある。連帯保証人がいる場合は無利子、いない場合は有利子（年利1.5%）となっている。ちなみに、父子家庭が本貸付金の対象となったのは2014年10月からである。

### 非営利団体
社会福祉協議会
- 生活福祉資金貸付

低所得世帯が対象で、本貸付における資金の種類の内、就学に関する資金の種類には、教育支援資金の教育支援費と就学支度費がある。教育支援費は、高等学校月3.5万円以内、高等専門学校月6万円以内、短期大学月6万円以内、大学月6.5万円以内（特例で、左記各上限額の1.5倍まで）で無利子。就学支度費は各50万円以内で無利子。
一部の生活協同組合や、NPOバンク
- マイクロファイナンス

生活困窮者一般を対象とした、公的給付・貸付と一般的融資の隙間を補完する、非営利・民営の貸付事業。経済的な理由により進学や修学の継続などが困難な場合も貸付対象となる。

## 諸外国の同制度
アメリカでは、学生本人を融資対象とする学生ローン「student loan」が、一般の民間金融機関によっても活発に行われている。連邦政府は、これらの民間ローンに対して債務保証や利子補給を行うことで学生を間接的に支援しているほか、学生に対する直接貸付をも近年拡大している。

## 日本学生支援機構による奨学金制度
日本においては教育ローンと別に、学生本人を対象にした融資制度としては日本学生支援機構（JASSO、旧日本育英会）が行っている奨学金制度がある。これは教育ローンは一括貸付が基本であるのに対して、学生本人に毎月決められた資金が貸与されるものである。無利息の貸与（第1種奨学金）か、有利息の貸与（第2種奨学金）の二つの種類に分かれている。奨学金といっているが、貸与であり（成績次第では返済が免除となる制度がある）、2009年以降、長期間延滞した場合は信用情報に登録されることになっているが、貸与期間中および延滞が発生していない場合は登録されない。この制度はアメリカの学生ローンのうち連邦政府による直接貸付と極めてよく似ている。